# Patten (Band)
Patten (Eigenschreibweise: patten) ist eine Band von zwei anonym lebenden Musikern aus London. Sie produziert elektronische Musik mit stark experimentellen Einflüssen.

## Bandgeschichte
Die Band hat sich 2006 gegründet. Von 2007 bis 2008 veröffentlichten patten unter ihrem eigenen Label Kaleidoscope die beiden Alben There Were Horizons und Sketching The Tesseract. 2011 veröffentlichten sie das Album GLAQJO XAACSSO unter No Pain in Pop. Im November 2013 gingen patten einen Plattenvertrag mit Warp Records ein. Bei diesem Label brachte die Band 2013 die auf nur 500 Stück limitierte EP EOLIAN INSTATE und 2014 das Album ESTOILE NAIANT heraus.
Im Dezember 2013 traten sie zusammen mit den Künstlern Jeremy Deller, Hudson Mohawke, Rustie und Oneohtrix Point Never im Tate Britain auf.

## Diskografie (Auswahl)

### Alben
- 2007: There Were Horizons (Kaleidoscope)
- 2008: Sketching The Tesseract (Kaleidoscope)
- 2011: GLAQJO XAACSSO (No Pain in Pop)
- 2014: ESTOILE NAIANT (Warp Records)
- 2016: Ψ (Warp Records)
- 2019: FLEX (555-5555)
- 2020: GLOW (555-5555)
- 2020: GLO))) (555-5555)
- 2020: Aegis (555-5555)
- 2023: Mirage FM (555-5555)

### EPs
- 2013: EOLIAN INSTATE (Warp Records, limitiert auf 500 Stück)
- 2015: Hisham Bharoocha & patten: June 30th (Vinyl Factory, limitiert auf 300 Stück)
- 2017: Requiem (Warp Records)
- 2021: Burner (555-5555)
- 2022: Desire Path (555-5555)